# Pelates quadrilineatus
Pelates quadrilineatus és una espècie de peix pertanyent a la família dels terapòntids.

## Descripció
- Pot arribar a fer 30 cm de llargària màxima.
- 12-13 espines i 8-11 radis tous a l'aleta dorsal i 3 espines i 9-11 radis tous a l'anal.
- És de color platejat amb 4-6 línies horitzontals fosques, una taca negra darrere del cap i per sota de l'origen de l'aleta dorsal, i una altra a la part davantera de l'aleta dorsal.
- Aleta caudal pàl·lida o lleugerament fosca.[3][4]

## Alimentació
Menja peixets i invertebrats.

## Depredadors
A Austràlia és depredat per Sillago analis.

## Hàbitat
És un peix marí i d'aigua salabrosa, associat als esculls i de clima subtropical.

## Distribució geogràfica
Es troba des del mar Roig (des d'on ha colonitzat recentment la mar Mediterrània a través del Canal de Suez) i l'Àfrica oriental fins al sud del Japó, Nova Guinea, el mar d'Arafura i Vanuatu.

## Observacions
És inofensiu per als humans.